# 倉田弘
倉田 弘（くらた ひろし、1930年〈昭和5年〉9月21日 - 2018年〈平成30年〉4月15日）は、昭和時代後期から平成時代の政治家。茨城県新治郡桜村長、つくば市長。

## 経歴
茨城県新治郡桜村栗原（現つくば市栗原）出身。1948年（昭和23年）茨城県立土浦中学校卒業。桜村助役を経て、1983年（昭和58年）桜村長に就任した。村長在任中は合併協議が難航する中で、6町村の合併を呼び掛け、協議をまとめ上げ、新市誕生に尽くした。1987年（昭和62年）11月30日、筑波郡谷田部町、大穂町、豊里町、新治郡桜村の3町1村が新設合併しつくば市が誕生。当初の市役所は旧第一圏民センター（現市民ホールやたべ）に置かれ、市長職務代理者には木村操旧谷田部町長が就任し、倉田は稲葉勝行旧大穂町長、野堀豊定旧豊里町長とともに副市長に就任した。翌年の1988年（昭和63年）1月17日、市長選挙により初代つくば市長に当選した。初代市長に就任後は桜地区の副市長は空席となり、市長職務代理者の木村操が谷田部地区担当の副市長に就任した。市長在任中は常磐新線（現つくばエクスプレス）の地元案決定に向けて市議会と動くなど誘致に尽力した。1991年（平成3年）落選した。市長退任後は茨城県畜産協会副会長を歴任した。
2018年（平成30年）4月15日、入院先の筑波記念病院で死去した。

## 親族
- 父 倉田辰之助（茨城県議会議長）[2]